# Casa sin amo
Casa sin amo (en original Haus ohne Hüter) es una novela del autor alemán y premio Nobel Heinrich Böll, publicada en 1954 Kiepenheuer & Witsch. Describe la situación de dos familias de la posguerra que intentan de diferentes maneras compensar la pérdida de padres muertos en la guerra. Obtuvo los premios de La Tribune de Paris y de los editores franceses para la mejor novela extranjera en el año 1955.

## Argumento
La novela se desarrolla a principios de la década de 1950 en una ciudad a orillas del Rin. La trama se cuenta desde el punto de vista de los cinco personajes principales: las madres de las familias de Bach y Brielach y sus hijos Martin y Heinrich, así como Albert Muchow, un amigo de la familia de Bach. Los padres cayeron en la Segunda Guerra Mundial, tanto las madres como sus hijos buscan orientación. Oportunistas como el exteniente Gäseler, quien es indirectamente responsable de la muerte de Raimund Bach, tratan de introducirse en la escena cultural. En esta sociedad, las atrocidades del nacionalsocialismo son a menudo minimizadas; las viudas reciben poco apoyo.
Nella, la bella viuda del poeta Raimund Bach, como hija de la dueña de una fábrica de mermeladas, vive en condiciones de seguridad financiera. Reside en una espaciosa casa junto con su hijo Martin, su madre, su vieja amiga Bolda, el amigo de su fallecido esposo Albert Muchow y el antiguo preso de campo de concentración Glumbich Cholokusteban. Incluso después de más de diez años, no puede aceptar la muerte de su esposo; se niega a leer cartas o a casarse con el «tío» Albert, que asume la posición de un padre sustituto de Martin, y se pierde en los ensueños sobre cómo podría haber sido la vida con Raimund, Martin y otros niños.
Martin crece como un niño llave porque su madre lleva una vida sin resolver. Le teme a su abuela, que trata de incitarlo no solo a una clase alta, sino sobre todo al odio del «asesino» de su padre. Trata de evitarla si es posible. Es apoyado principalmente por Albert Muchow, quien trabaja como fabricante de chistes para revistas, y cuya familia vive en Bietenhahn, lugar atractivo para excursionistas. «Tío Albert», como lo llaman tanto Martin como su amigo Heinrich Brielach, encarna una especie de autoridad moral para los niños. Especialmente para los dos adolescentes, la cuestión de la moralidad juega un papel importante.
Especialmente para Heinrich Brielach, esta figura del tío es muy importante, porque conoce a otros «tíos» en contextos diferentes. Hijo de un mecánico de automóviles, nació solo después de la muerte de su padre en un bombardeo. Su madre, que a diferencia de Nella no puede recurrir a una fortuna heredada, su anciano padre vive en malas condiciones en Alemania Oriental, todavía no ha aprendido una profesión, tiene que sobrevivir sola y ha vivido con distintos hombres. El peor de todos ellos, según los chicos, es su actual amante, el joven Leo, un cobrador de tranvía. De Leo tiene una hija pequeña, Wilma. Leo es tan mezquino como violento, y Heinrich ve como tarea suya proteger a su hermana pequeña de su padre. Al igual que Nella Bach, la Sra. Brielach es una mujer hermosa, pero a diferencia de ésta, tiene que usar su belleza para sobrevivir financieramente, y a diferencia de Nella, esta belleza también está en peligro de extinción debido a las miserables condiciones de vida: la Sra. Brielach padece una enfermedad periodontal y teme no encontrar más adoradores y ser abandonada por Leo. Heinrich, quien administra las finanzas de la familia, también se enfrenta a la tarea de pagar la próxima factura dental.
La propia Sra. Brielach ve la solución a este problema en un nuevo cambio de pareja: finalmente responde a las solicitudes del panadero para el que trabaja y decide mudarse con sus hijos. Albert Muchow, quien accidentalmente es testigo del movimiento, abraza a esta mujer lastimada, que llora, lo que desencadena en Heinrich Brielach, por un breve momento, la esperanza de que la situación de la familia pueda cambiar a mejor. Porque el panadero es solo una figura más en la larga lista de «tíos» en los que no se puede confiar permanentemente y que tienen una relación principalmente por razones financieras. En cambio, Albert es diferente.
Muchow lleva a los tres niños (Heinrich, Wilma y Martin) a Bietenhahn. Martin, que sufre de las condiciones imprevisibles y emocionales en la casa de su madre, debería quedarse en Bietenhahn. Allí, un poco más tarde, llega Nella, que se ha reunido recientemente con Gäseler, el ex superior de su esposo. Gäseler envió a Raimund a una patrulla en Rusia de la que sabían que no iba a regresar con vida. Como Martin, Nella está condicionada desde hace años por su madre, a odiar a este hombre y al principio se propuso derrotarlo después de que, finalmente, apareciera. Pero cuando él se encuentra físicamente delante de ella, Nella no puede realizar los planes de venganza largamente planeados. Incluso su madre, que se entera de la reunión, no puede hacer nada contra Gäseler, que ahora está establecido dentro de la vida cultural y quiere escribir sobre la poesía de Raimund. Parece que el mismo Gäseler ignora que conoció al poeta en Rusia y lo envió a la muerte, y está ocupado construyendo su carrera y olvidando el pasado, como es típico de la Alemania de posguerra de esa época.

## Posición de la novela en la obra de Böll
Un tema recurrente en las obras de Heinrich Böll es la restauración de la normalidad, la restauración burguesa de la antigua República Federal en el espíritu del catolicismo renano de carácter pequeñoburgués. Los personajes, en parte clichés, se distinguen entre aquellos que reprimen el pasado criminal nazi sin más preámbulos y despiadadamente se dedican a su carrera económica (milagro económico), y los que, en cambio, no han hecho una transición hacia el nuevo orden.
Los muchachos Heinrich y Martin, con sus madres viudas de guerra, representan a la generación de la posguerra, cuya vida se caracteriza por la ausencia de esposos y padres y la disolución de las normas tradicionales. La reconstrucción después de la guerra devastadora experimentó una «sociedad sin padre» (Mitscherlich) sin el respaldo de una familia, sin involucrarse en un sistema de valores. La gente también experimenta cómo los ex partidarios de los nacionalsocialistas, a través de un oportunismo sin escrúpulos, vuelven a su carrera unos años después del final de la guerra. La experiencia de la impotencia del individuo ante estas circunstancias sociales caracteriza profundamente la obra de Böll y también se ve en este libro.
Como en las novelas Y no dijo ni una palabra (1953) y Billar a las nueve y media (1959) Heinrich Böll usa aquí una técnica narrativa de perspectivas múltiples. Casa sin amo es la penúltima novela en que recurre a esta técnica. Aunque los primeros borradores y ediciones de Opiniones de un payaso sugieren algo diferente, significó la salida final del concepto exitoso anterior.

## Fondo
Tras el convincente éxito de Y no dijo ni una palabra (1953), el editor Joseph Caspar Witsch esperó «lleno de ardiente curiosidad», el próximo libro de Böll. Le dijo que esperaba un cambio de perspectiva: «La guerra está ahora descartada, es decir, muy positivamente, el problema de la posguerra relacionado con el tiempo se descarta; ahora hay que demostrar hacia dónde va el horizonte». Dado que Böll era entonces un autor exitoso en el centro del interés público, Witsch intentó, como editor, influir más en el diseño del libro. En consecuencia, estaba bien informado sobre el estado de procesamiento respectivo del libro y discutió con Böll sobre el proceso de producción. Witsch finalmente se mostró satisfecho con el resultado.

## Crítica
A pesar de la buena crítica inicial, por la cual el libro tuvo edición de 10.000 ejemplares y rápidamente fue considerado el libro del mes, conoció el rechazo de la audiencia, debido a que se relacionaba de nuevo con el tema de la Segunda Guerra Mundial. Por lo tanto, la Deutsche Buchgesellschaft renunció después del estudio de Umbruchsexemplars en vista de las cifras de ventas anteriores debido a la atmósfera deprimente y la «tendencia de desesperanza absoluta, contraria a sus planes originales de incluir esta obra de Böll en su selección de libros».
Incluso Karl Korn, cofundador de la Frankfurter Allgemeine Zeitung, quien inicialmente vio el trabajo como una preimpresión en su periódico, se abstuvo de decir que fuera algo más que un «experimento literario» en lugar de una novela. Sin embargo, el mismo Korn lo había revisado con simpatía en la Feria del Libro de Fráncfort en el FAZ.
Friedrich Sieburg afirmó que, con Casa sin amo, Böll había crecido como narrador, Paul Hühnerfeld también la alabó en Die Zeit. Johann Christian Hampe se unió en esta ronda, así como Hans Schwab-Felisch. Incluso el Rheinische Merkur le dio una nota positiva, incluso antes que otros periódicos importantes.
Dado que Witsch había reconocido la importancia de una discusión positiva y oportuna de tales trabajos, por primera vez influyó en la decisión de adjudicar copias para ser criticadas, a reseñadores bien intencionados con Böll. Incluso cuando fue posible anunciar, en el otoño de 1954, que los derechos de traducción se habían vendido a cuatro editoriales extranjeras (Allert de Lange en Ámsterdam, Mondadori en Milán, Editions du Seuil en París y Norstedt & Söners en Estocolmo), en Colonia los editores eran conscientes del riesgo. En 1956, la editorial de Berlín oriental Volk und Welt deseaba publicar el libro. Este año ya había aparecido en el Este la novela corta ¿Dónde estabas, Adán?, con Rütten y Loening; Casa sin amo no se publicó hasta el año siguiente por Union Verlag Berlin. En los próximos años, ningún editor del Este se convirtió en verdadera editorial de Böll.

## Recepción
En la historia de la literatura en lengua alemana, Casa sin amo se calificó dentro del contexto global de la obra de Böll. Cuando Böll, en sus relatos, a menudo contados por niños y jóvenes soldados, escribió sobre los matrimonios de posguerra (Y no dijo ni una palabra, 1953) ) o las míseras viudas (Casa sin amo, 1954), dejando a un lado el tema de la novela en sí, expresaba su desconfianza en la nueva organización de la reconstrucción y no quería pasar por alto las sombras morales y los restos del nazismo tras de las fachadas restauradas del milagro económico (Billar a las nueve y media, 1959).
En pedagogía, se agregaron dos largas citas al comienzo de la sección correspondiente al tema «Educación después de la Segunda Guerra Mundial». Por un lado, el comienzo de Casa sin amo, por otro, para comparar con la República Democrática Alemana, El cielo partido (Der geteilte Himmel, 1963) de Christa Wolf. El ejercicio que se sugiere realizar al respecto se describía así: «Describa la vida del niño. ¿Qué tiene de especial? ¿Cuál es su relación con su madre y con el padre que murió en la guerra? ¿Ves también un significado actual de este tema para el presente?».
Curiosamente, en este contexto, la Kindlers Neuem Literaturlexikon se refiere a esta novela señalando que la perspectiva de los cinco personajes principales está determinada por el hecho de que los hombres de cada familia murieron en la Segunda Guerra Mundial, dejando a las esposas sin esposos y los hijos sin Los padres tienen que crecer. Aquí, los conflictos se describen como el resultado de una situación típica del «período de posguerra».
En su historia de la literatura alemana en dos volúmenes, el historiador literario esloveno Viktor Žmegač consideraba Casa sin amo como la única novela de Heinrich Böll en el que dibuja un contra-mundo utópico y también proporciona el único contraejemplo de una producción literaria «que está determinada por una serie de hechos sorprendentemente no históricos». En opinión de Hanjo Kesting, Boll muestra en el libro «La miseria del individuo, su angustia material y emocional, la confusión de criterios morales». Señala que el autor no actúa como juez, sino más bien como otra víctima más que se siente involucrada, lo que le valió la simpatía de los lectores.
Relativamente positiva, aunque breve, es el estudio de la novela desde la perspectiva de género con el tema de la paternidad, en esto la obra de Böll fue exitosa, aunque interpretaban el trabajo principalmente desde una idea de moralidad. El autor describe a las viudas de guerra desde la perspectiva que dos niños sostenían de su estilo de vida inmoral y, por lo tanto, abogaban por el matrimonio. De diferente manera lo vio Edgar Wolfrum, para quien esta obre era más bien la descripción de «un mundo desamparado de niños abandonados, que fueron víctimas del estilo de vida de los adultos». Una vez más, vio una aclaración de las «zonas de sombra de la sociedad» que llega a las grandes ciudades.
Desde la perspectiva de los estudios históricos se incluye este trabajo de Böll con el de otros autores, como Martin Walser (Ehen in Philippsburg, 1959), Günter Grass (El tambor de hojalata, 1959) y Uwe Johnson (Mutmaßungen über Jakob) en el Gruppe 47, die die Grundlagen dafür generierten, haciendo que la literatura de Alemania Occidental dominara el «avance a la resonancia internacional». Parece que se usa incluso el título como sinónimo de la estructura familiar en los primeros años de la posguerra. Incluso se recomendó a los estudiantes de habla inglesa como un relato ficticio sobre los desafíos cotidianos de la posguerra alemana.
Incluso en el campo del diseño de interiores, Casa sin amo se vio, retrospectivamente, como un testimonio literario y evidencia de cómo la célula central de la familia se vio afectada por la Segunda Guerra Mundial, lo que –a su vez– condujo a condiciones cambiantes para la decoración del hogar. Por lo tanto, el problema básico de esta «ruptura de la civilización»" de la Casa sin amo fue uno de los principales temas de la novela alemana de posguerra.
Inesperadamente, Casa sin amo, y otras obras de Böll, disfrutaron especialmente de popularidad entre el público femenino de la República Popular China después de la Revolución Cultural. Los lectores chinos podían entender el deprimente período de posguerra, como «el estado de ánimo miserable en la casa sin guardianes y la tristeza y la apatía de la viuda», los soldados desilusionados y retornados, y las múltiples consecuencias de la guerra; podía ser, además, alimento para el pensamiento, sobre todo porque muchos de ellos habían sufrido de manera similar durante la Revolución Cultural. En Finlandia, el libro estaba entre las obras alemanas más populares entre el público, junto a Dämonen (1956) de Heimito von Doderer, mientras que los títulos de Bertolt Brecht casi nunca se pedían. fueron solicitados. En el programa de radio de Alemania del Este, se presentó este libro, junto al Diario irlandés ya en 1957. En el mundo hispano, la novela se encuentra firmemente incluida dentro del canon literario. Lo mismo se aplica a Francia e Italia.
En la literatura misma, se pueden ver claros paralelos con la novela de Wolfgang Koeppen Tauben im Gras. Sin embargo, ya había aparecido tres años antes que Casa sin amo.

## Adaptación al cine
- Película para televisión: Haus ohne Hüter, Bundesrepublik Deutschland, 1975,[43]  Director: Rainer Wolffhardt, guion adaptado: Daniel Christoff, intérpretes: Johannes Wolffhardt (Martin), Werner Lier (Heinrich), Renate Schroeter (Nella), Gunther Malzacher (Albert), Karin Baal (Witwe Bierlach), Traugott Buhre (Leo), Günter Lamprecht (panadero), Lina Carstens (abuela).[44][45]

### Ediciones
- Primera edición: Haus ohne Hüter. Roman. Colonia Berlín: Kiepenheuer & Witsch 1954, 320 Seiten; Wilpert/Gühring² 8; Abb.
- Heinrich Böll: Haus ohne Hüter. Roman. dtv, Múnich 1981 u.ö.
- La primera edición anotada de la novela apareció en 2009 en Bd. 8 der Kölner Böll-Ausgabe.

### Audiolibro, lectura del autor
- Heinrich Böll: Haus ohne Hüter, Dhv der Hörverlag, 2003, ISBN 3899400690

### Comentarios
- Braem, Helmut M.: Vaterlose Kindheit. Der neue Roman von Heinrich Böll [«Infancia sin padre. La nueva novela de Heinrich Böll»]. En: Stuttgarter Zeitung. 23 de octubre de 1954.
- Hepp, Fred: Wenn der Vater fehlt, kommen die Onkels [«Cuando el padre desaparece, viene el tío»]. En: Süddeutsche Zeitung. 26 de septiembre de 1954.
- Hühnerfeld, Paul: Wir sind nicht verloren. Bemerkungen zu deutschen Romanen von Böll, Bender und Stahl [«No estamos perdidos. Comentarios sobre las novelas alemanas de Böll, Bender y Stahl»]. En: Die Zeit. 9. Jg. Nr. 38 de 23 de septiembre de 1954. S. 8.
- Korn, Karl: Bitteres Frühlingserwachen 1954 [«El amargo despertar de la primavera de 1954»]. En: Frankfurter Allgemeine Zeitung. 25 de septiembre de 1954.
- Sieburg, Friedrich: Leidensfähigkeit [«La capacidad de sufrir»]. En: Die Gegenwart (Fráncfort del Meno). 9. Jg. H. 20 (25 de septiembre de 1954) S. 623.

### Literatura de investigación
- Bernd Balzer: Haus ohne Hüter. En: Heinrich Böll. Romane und Erzählungen. Interpretationen. Hrsg. von Werner Bellmann. Reclam, Stuttgart 2000. [Zu Haus ohne Hüter: S. 119–136.] ISBN 978-3150175149
- Hans Joachim Bernhard: Die Romane Heinrich Bölls. Gesellschaftskritik und Gemeinschaftsutopie. Rütten & Loening, Berlín-Este 1970. - 2., durchges. u. erw. Aufl. Berlin: Rütten & Loening, 1973. [Zu Haus ohne Hüter: S. 144–181.]
- Frank Finlay (Hrsg.): On the rationality of poetry. Heinrich Böll's aesthetic thinking. Rodopi, Ámsterdam u. a. 1996.
- Lawrence F. Glatz: Heinrich Böll als Moralist. Die Funktion von Verbrechen und Gewalt in seinen Prosawerken. Peter Lang Verlag, Berna u. a. 1999.
- Eberhard Lehnardt: Urchristentum und Wohlstandsgesellschaft. Das Romanwerk Heinrich Bölls von "Haus ohne Hüter" bis "Gruppenbild mit Dame". Peter Lang Verlag, Berna u. a. 1984.
- Heinrich Moling: Heinrich Böll - eine "christliche" Position?. Juris Verlag, Zúrich 1974.
- Werner Sulzgruber: Heinrich Böll. ”Haus ohne Hüter”. Analysen zur ”Sprachfindung”, zu den Kritikmustern und Problemkonstellationen im Roman. Edition Praesens, Viena 1997.

Notas
1. ↑  Böll, Heinrich (1973). Casa sin amo (Margarita Fontseré, trad.). Seix Barral. p. 244.
2. ↑  Vgl.: Irmela von der Lühe: Verdrängung und Konfrontation. Die Nachkriegsliteratur. En: Peter Reichel, Harald Schmid, Peter Steinbach (Hrsg.): Der Nationalsozialismus, die zweite Geschichte: Überwindung, Deutung, Erinnerung. C. H. Beck, Múnich 2009, S. 243ff., hier S. 248.
3. ↑  Vgl.: Tobias Freimüller: Alexander Mitscherlich: Gesellschaftsdiagnosen und Psychoanalyse nach Hitler. Wallstein Verlag, Gotinga 2007, S. 233.
4. ↑  Vgl. J. H. Reid: Silvio Blatters Romantrilogie "Tage im Freiamt". Der Öko-Roman zwischen Heinrich Böll und Adalbert Stifter. En: Axel Goodbody (Hrsg.): Literatur und Ökologie. Rodopi, Ámsterdam u. a. 1998, S. 161ff., hier S. 163.
5. ↑  Anamária Gyuracz: Heinrich Böll: Ansichten eines Clowns. Eine textgenetische Studie. En: Laure Gauthier, Jean-François Candoni u. a. (Hrsg.): Akten des XI. Internationalen Germanistenkongresses Paris 2005. Bd 5: Kulturwissenschaft vs. Philologie - Wissenschaftskulturen: Kontraste, Konflikte, Synergien - Editionsphilologie: Projekte, Tendenzen und Konflikte. Peter Lang Verlag, Berna u. a. , S. 359ff., hier S. 361.
6. ↑  Zitiert nach: Birgit Boge: Die Anfänge von Kiepenheuer & Witsch: Joseph Caspar Witsch und die Etablierung des Verlags (1948 - 1959). Harrassowitz, Wiesbaden 2003, S. 167.
7. ↑  Birgit Boge: Die Anfänge von Kiepenheuer & Witsch: Joseph Caspar Witsch und die Etablierung des Verlags (1948 - 1959). Harrassowitz, Wiesbaden 2003, S. 169.
8. ↑  Karl Korn: Bitteres Frühlingserwachen 1954. En: Frankfurter Allgemeine Zeitung, 25 de septiembre de 1954.
9. ↑  Friedrich Sieburg: Leidensfähigkeit. (Rezension zu Heinrich Böll: Haus ohne Hüter). In: Die Gegenwart 9, (1954), H. 20, S. 623.
10. ↑  Paul Hühnerfeld: Wir sind nicht verloren. Bemerkungen zu neuen deutschen Romanen von Böll, Bender und Stahl. En: Die Zeit, 23 de septiembre de 1954.
11. ↑  Johann Christian Hampe: Auf der Suche nach dem Vater. En: Sonntagsblatt 7, (1954), Nr. 33
12. ↑  Hans Schwab-Felisch: Rezension zu Heinrich Böll: Haus ohne Hüter. En: Die Neue Zeitung, 5 de septiembre de 1954.
13. ↑  Otto B. Roegele: Rezension zu Heinrich Böll: Haus ohne Hüter. En: Rheinischer Merkur, 6 de agosto de 1954.
14. ↑  Vgl. Birgit Boge: Die Anfänge von Kiepenheuer & Witsch: Joseph Caspar Witsch und die Etablierung des Verlags (1948 - 1959). Harrassowitz, Wiesbaden 2003, S. 171f.
15. ↑  Elmar Faber: Über die Unbilden und Glücksmomente deutsch-deutscher Zusammenarbeit. En: Monika Estermann, Edgar Lersch (Hrsg.): Deutsch-deutscher Literaturaustausch in den 70er Jahren. Harrassowitz, Wiesbaden 2006, S. 21ff., hier S. 25.
16. ↑  Friedrich G. Hoffmann, Herbert Rösch: Grundlagen, Stile, Gestalten der deutschen Literatur. Eine geschichtliche Darstellung. Hirschgraben-Verlag, Fráncfort del Meno, 12. Aufl. 1983, S. 350.
17. ↑  Michael Siegmund, Joachim Bröcher (Hrsg.): Pädagogische Grundlagen Der Angewandten Kindheitswissenschaften. Stendaler Studienmaterialien. 16 Seminar-Lektionen mit Impulsfragen und Transferaufgaben, Band 1, Norderstedt 2009, S. 241.
18. ↑  Kindlers Neues Literaturlexikon. Bd. 2, NA 1996, S. 852.
19. ↑  Viktor Žmegač (Hrsg.): Geschichte der deutschen Literatur Band III/2: Vom 18. Jahrhundert bis zur Gegenwart. Beltz, Weinheim/Königstein/Ts. 2. Aufl. 1994, S. 515f.
20. ↑  Hanjo Kesting: Ein Blatt vom Machandelbaum: deutsche Schriftsteller vor und nach 1945. Wallstein Verlag, Gotinga 2008, S. 139.
21. ↑  Mechthild Bereswill, Kirsten Scheiwe, Anja Wolde (Hrsg.): Vaterschaft im Wandel multidisziplinäre Analysen und Perspektiven aus geschlechtertheoretischer Sicht. Junventa, Weinheim/Múnich 2006, S. 62.
22. ↑  Sobre esta repercusión en el Psicoanálisis: Hartmut Radebold: Abwesende Väter und Kriegskindheit: fortbestehende Folgen in Psychoanalysen. Vandenhoeck & Ruprecht, Gotinga 2004, S. 236ff.
23. ↑  Edgar Wolfrum: Die geglückte Demokratie. Geschichte der Bundesrepublik Deutschland von ihren Anfängen bis zur Gegenwart. Klett-Cotta, Stuttgart 2006, S. 168.
24. ↑  Vgl. Frank Finlay: `Ein Schriftsteller, der funktioniert, ist keiner mehr´: Heinrich Böll and the Gruppe 47. En: K. Stuart Parkes, John J. White (Hrsg.): The Gruppe 47 fifty years on a re-appraisal of its literary and political significance. Rodopi, Amsterdam u. a. 1999, S. 105–128.
25. ↑  Gabriele Metzler: Einführung in das Studium der Zeitgeschichte. UTB/Schöningh, Paderborn u. a. 2004, S. 211.
26. ↑  Wilfried Barner (Hrsg.): Geschichte der deutschen Literatur von 1945 bis zur Gegenwart. Beck, Múnich 1994, S. 172.
27. ↑  Vgl. Wilhelm von Sternburg: Geschichte der Deutschen. Campus, Fráncfort/a. M. 2005, S. 278.
28. ↑  Jörg Echternkamp: Die 101 wichtigsten Fragen - der Zweite Weltkrieg. C. H. Beck, München 2009, S. 141.
29. ↑  Ruth Janzen: Ostpreußen - Mecklenburg - Württemberg: Ein Leben. Norderstedt 2004, S. 72.
30. ↑  Robert G. Moeller: Protecting motherhood: Women and the family in the politics of postwar West Germany. Universidad de California, Berkeley u. a. 1993, S. 238.
31. ↑  Elizabeth D. Heineman: What difference does a husband make? Women and marital status in Nazi and postwar Germany. University of California Press, Berkeley u. a. 1999, S. 290.
32. ↑  Eva B. Ottillinger: Zappel, Philipp!: Kindermöbel. Eine Designgeschichte. (zur Ausstellung "Zappel, Philipp! Die Welt der Kindermöbel" en Hofmobiliendepot - Museo Möbel Viena, 4 de octubre de 2006 - 7 de enero de 2007, en MARTa Herford, 17 de marzo - 13 de junio de 2007) Böhlau Verlag, Viena u. a. 2006, S. 102.
33. ↑  Zhang Yuhsu: Deutschland rückt uns näher. Deutschland von außen. Hrsg. von Kurt-Jürgen Maaß, Moser, Rheinbach 1995, S. 1965.
34. ↑  Yi Zhang: Rezeptionsgeschichte der deutschsprachigen Literatur in China von den Anfängen bis zur Gegenwart. Peter Lang Verlag, Bern u. a. 2000, S. 212.
35. ↑  Hannes Saarinnen: Zur kulturellen Präsenz Deutschland in Finnland nach dem Zweiten Weltkrieg (1944-1961). In: Edgar Hösch, Jorma Kalela, Hermann Beyer-Thoma (Hrsg.): Deutschland und Finnland im 20. Jahrhundert. Otto Harrassowitz Verlag, Wiesbaden 1999, S. 235ff., hier S. 253.
36. ↑  Ingrid Pietrzynski: "Die Menschen und die Verhältnisse besser...". Literaturvermittlung in Literatursendungen des DDR-Rundfunks. En: Monika Estermann, Edgar Lersch (Hrsg.): Buch, Buchhandel und Rundfunk 1950-1960. Harrassowitz Verlag, Wiesbaden 1999, S. 120ff., hier S. 143.
37. ↑  Erika Wischer (Hrsg.): Akal Historia de la Literatura. Literatura y sociedad en el mundo occidental. Volumen sexto. El Mundo Moderno. 1914 hasta nuestro días. Ediciones AKAL, Madrid, S. 418.
38. ↑  Manuel Maldonado Alemán (Bearb.): Literatura e identidad cultural
representaciones del pasado en la narrativa alemana a partir de 1945. Peter Lang Verlag, Berna u. a. 2009, S. 155.
39. ↑  Jordi Jané-Lligé: Heinrich Böll, Günter Grass i Wolfgang Koeppen i el món editoiral de postguerra. En: La Traduccio I El Mon Editorial De Postguerra. Punctum & Trilcat 2009, S. 95ff.
40. ↑  Histoire De L'humanite: Le XX Siecle De 1914 a Nos Jours. UNESCO 2009, S. 1003.
41. ↑  Repertorio bibliografico della letteratura tedesca in Italia (1900-1965). vol. II 1961-1965. Istituto Italiano di Studi Germanici in Roma, Roma 1968, S. 144.
42. ↑  Anja Schnabel: Die NS-Vergangenheit im Schafspelz westdeutscher Restauration. Wolfgang Koeppens Nachkriegsromane als literarische Verarbeitung. En: Stephan Alexander Glienke, Volker Paulmann, Joachim Perels (Hrsg.): Erfolgsgeschichte Bundesrepublik? : die Nachkriegsgesellschaft im langen Schatten des Nationalsozialismus. Wallstein Verlag, Gotinga 2008, S. 241ff., hier S. 245.
43. ↑  Archivbeitrag mit Standbildern auf tvspielfilm.de
44. ↑  http://www.imdb.com/title/tt0073094/
45. ↑  Fred Maurer (24 de febrero de 2009). «Haus ohne Hüter». p. Zelluloid.de. Archivado desde el original el 5 de octubre de 2015. Consultado el 12 de septiembre de 2018.

## Ediciones en España
- Casa sense amo (1970, 1986) Edicions 62
- Casa sin amo (1973, 1992) Editorial Seix Barral